# Ley Urbanística Valenciana
La Ley Urbanística Valenciana es Ley Autonómica que recoge la regulación en materia de urbanismo de la Comunidad Valenciana, España.
Se trata de la Ley 16 de 2005 de la Generalidad Valenciana de fecha 30 de diciembre y publicada en el DOGV 5.167 de 31 de diciembre, que tiene por objeto regular la actividad urbanística en la Comunidad Valenciana y sustituye a la anterior Ley Reguladora de la Actividad Urbanística de 1994.